# Viola Smith
Viola Smith (* 29. November 1912 in Mount Calvary, Fond du Lac County, als Viola Schmitz; † 21. Oktober 2020 in Costa Mesa, Kalifornien) war eine US-amerikanische Schlagzeugerin und bekannt für ihre Mitwirkung in Orchesterwerken, Swingbands und der Popmusik der 1930er- und 1940er-Jahre. Sie war eine der ersten professionellen Schlagzeugerinnen.

## Leben
Viola Smith wuchs in Mount Calvary in Wisconsin auf. Sie hatte sieben Schwestern. Ihre Eltern leiteten eine Konzerthalle in Mount Calvary.
In den 1920er- und 1930er-Jahren spielte Viola bei den Schmitz Sisters, einem Familienorchester, das ihr Vater in Wisconsin gegründet hatte. Mit wachsender Popularität der Band erhielten sie Angebote für immer größere Auftritte im ganzen Land. Laut ihrem Neffen Dennis Bartash gelang ihr der Durchbruch, als sie und ihre Schwestern in den 1930er-Jahren in der Major Bowes Amateur Hour Radio Show spielten.
In den späten 1930ern und frühen 1940ern spielte Smith im Coquettes, einem reinen Frauenorchester, zusammen mit ihrer Schwester Midred Bartash, die die Klarinette und das Saxophon spielte.
Auf dem Höhepunkt ihrer Karriere spielte sie mit Musikern wie Ella Fitzgerald und Chick Webb sowie in Filmen an der Seite von Bud Abbott und Lou Costello. 1942 trat sie Phil Spitalnys Hour of Charm bei, einer kommerziell erfolgreichen Frauen-Bigband der Swing-Ära.
Sie spielte mit der Kit Kat Band, welche Teil der originalen Broadwayproduktion des im Jahr 1960 entstandenen Musicals Cabaret war.

### Privates
Viola Smith feierte am 29. November 2012 ihren 100. Geburtstag in der kalifornischen Stadt Costa Mesa, nachdem sie im Vorjahr von New York, wo sie die letzten 65 Jahre gelebt hatte, dorthin gezogen war. Sie wohnte in Costa Mesa bei den Piecemakers, einer christlichen Gruppierung, die von ihrer im April 2012 im Alter von 90 Jahren verstorbenen Cousine Marie Kolasinski gegründet worden war.
Im Oktober 2020 ist sie in ihrem Haus in Costa Mesa an den Folgen einer Alzheimererkrankung im Alter von 107 Jahren verstorben.

## Werk
Filmauftritte
- 1940: Frances Carroll & The Coquettes (Kurzfilm)
- 1942: When Johnny Comes Marching Home
- 1945: Here Come the Co-Eds

Fernsehauftritte
- I’ve Got a Secret (CBS)
- The Ed Sullivan Show (5×) (CBS)[9]

Broadwaymusicals
- Cabaret